# Rocky Balboa (szereplő)
Rocky Balboa kitalált amerikai ökölvívó, egyike a filmtörténelem legismertebb és legheroikusabb alakjainak. A karakter főszereplésével eddig 8 nagysikerű film készült el, és még továbbiak is lehetnek tervben. Megformálója minden részben Sylvester Stallone, akinek nagyrészt ez a karakter valamint filmsorozat hozta meg a világhírnevet és a felemelkedést a legnagyobb sztárok közé (a sorozat sikeréhez csak a Rambo-filmek és talán a Feláldozhatók-sorozat hasonlítható). A szereplő még a 70-es években lett megalkotva, a filmek többségét (a címszereplő alakítása mellett) Stallone rendezte és írta is. Rocky Balboa, akárcsak a szintén Stallone alakította John Rambo vagy John McClane a Die Hard-szériából, mára egyike a filmtörténelem legikonikusabb amerikai karaktereinek.
Rocky Balboa kisstílű utcai bokszolóból avanzsál világbajnokká, és lesz minden idők egyik leghatalmasabb ökölvívója, miközben ezzel párhuzamosan az életét az ökölvívás mellett meghatározza a szerelem, a család, a barátság, az odaadás és az elkötelezettség. Rocky megtestesíti a kitartást, az elszántságot, a hitet, az erőt és a győzelmet az emberek számára, a tökéletes sportolót és a minta-életpályát, akire érdemes felnézni, aki elért valami nagy dolgot az életében. Szegény utcai bunyósból multimilliomos szupersztárrá és a legnagyobb bajnokká válik, miközben megismerkedik és összeházasodik Adriennel, megszületik és felcseperedik a fia, valamint nagy ellenfelekből legjobb barátok lesznek Apollo Creeddel, a szintén legendás bokszolóval, aki életét veszti a Rocky 4. részében az orosz Ivan Drago kezei által. Rocky nem csak Apollót veszti el, hanem egykori edzőjét, Mickeyt is, később pedig a felesége is meghal.
A Rocky sorozat minden része magában hordoz valamilyen tanulságot, és egy követendő példát állít az emberek elé. Stallone pályafutásának is ez a szerep adott akkora löketet, amivel végleg a legnagyobbak közé került, azóta számtalan bombasikert jelentő filmben szerepelt, mégis máig talán ez és John Rambo figurája a két legikonikusabb alakítása. 